# François Beauchemin
François Beauchemin, född 4 juni 1980 i Sorel i Québec, är en kanadensisk före detta professionell ishockeyspelare.
Under sin karriär spelade Beauchemin för Anaheim Ducks, Colorado Avalanche, Toronto Maple Leafs, Columbus Blue Jackets och Montreal Canadiens.
Hann vann Stanley Cup med Anaheim Ducks 2007.
21 augusti 2017 återvände han för tredje gången till Anaheim Ducks, då han skrev på ett ettårskontrakt värt 1 miljon dollar.
Den 24 april 2018 meddelade han att han skulle avsluta sin karriär.

## Statistik

### Klubbkarriär
| 1995–96    | Richelieu                    | QAAA       | 40  | 9  | 23  | 32  | 59  | —   | —  | —  | —  | —  |
| 1996–97    | Laval Titan Collège Français | QMJHL      | 66  | 7  | 20  | 27  | 112 | 3   | 0  | 0  | 0  | 2  |
| 1997–98    | Laval Titan Collège Français | QMJHL      | 70  | 12 | 35  | 47  | 132 | 16  | 1  | 3  | 4  | 23 |
| 1998–99    | Acadie-Bathurst Titan        | QMJHL      | 31  | 4  | 17  | 21  | 53  | 23  | 2  | 16 | 18 | 55 |
| 1999–00    | Acadie-Bathurst Titan        | QMJHL      | 38  | 11 | 36  | 47  | 64  | —   | —  | —  | —  | —  |
| 1999–00    | Moncton Wildcats             | QMJHL      | 33  | 8  | 31  | 39  | 35  | 16  | 2  | 11 | 13 | 14 |
| 2000–01    | Quebec Citadelles            | AHL        | 56  | 3  | 6   | 9   | 44  | —   | —  | —  | —  | —  |
| 2001–02    | Mississippi Sea Wolves       | ECHL       | 7   | 1  | 3   | 4   | 2   | —   | —  | —  | —  | —  |
| 2001–02    | Quebec Citadelles            | AHL        | 56  | 8  | 11  | 19  | 88  | 3   | 0  | 1  | 1  | 0  |
| 2002–03    | Hamilton Bulldogs            | AHL        | 75  | 7  | 21  | 28  | 92  | 23  | 1  | 9  | 10 | 16 |
| 2002–03    | Montreal Canadiens           | NHL        | 1   | 0  | 0   | 0   | 0   | —   | —  | —  | —  | —  |
| 2003–04    | Hamilton Bulldogs            | AHL        | 77  | 9  | 27  | 36  | 57  | 10  | 2  | 4  | 6  | 18 |
| 2004–05    | Syracuse Crunch              | AHL        | 72  | 3  | 27  | 30  | 55  | —   | —  | —  | —  | —  |
| 2005–06    | Columbus Blue Jackets        | NHL        | 11  | 0  | 2   | 2   | 11  | —   | —  | —  | —  | —  |
| 2005–06    | Mighty Ducks of Anaheim      | NHL        | 61  | 8  | 26  | 34  | 41  | 16  | 3  | 6  | 9  | 11 |
| 2006–07    | Anaheim Ducks                | NHL        | 71  | 7  | 21  | 28  | 49  | 20  | 4  | 4  | 8  | 16 |
| 2007–08    | Anaheim Ducks                | NHL        | 82  | 2  | 19  | 21  | 59  | 6   | 0  | 0  | 0  | 26 |
| 2008–09    | Anaheim Ducks                | NHL        | 20  | 4  | 1   | 5   | 12  | 13  | 1  | 0  | 1  | 15 |
| 2009–10    | Toronto Maple Leafs          | NHL        | 82  | 5  | 21  | 26  | 33  | —   | —  | —  | —  | —  |
| 2010–11    | Toronto Maple Leafs          | NHL        | 54  | 2  | 10  | 12  | 16  | —   | —  | —  | —  | —  |
| 2010–11    | Anaheim Ducks                | NHL        | 27  | 3  | 2   | 5   | 16  | 6   | 0  | 2  | 2  | 2  |
| 2011–12    | Anaheim Ducks                | NHL        | 82  | 8  | 14  | 22  | 48  | —   | —  | —  | —  | —  |
| 2012–13    | Anaheim Ducks                | NHL        | 48  | 6  | 18  | 24  | 22  | 7   | 2  | 4  | 6  | 4  |
| 2013–14    | Anaheim Ducks                | NHL        | 70  | 4  | 13  | 17  | 39  | 13  | 0  | 4  | 4  | 2  |
| 2014–15    | Anaheim Ducks                | NHL        | 64  | 11 | 12  | 23  | 48  | 16  | 0  | 9  | 9  | 2  |
| 2015–16    | Colorado Avalanche           | NHL        | 82  | 8  | 26  | 34  | 38  | —   | —  | —  | —  | —  |
| 2016–17    | Colorado Avalanche           | NHL        | 81  | 5  | 13  | 18  | 32  | —   | —  | —  | —  | —  |
| 2017–18    | Anaheim Ducks                | NHL        | 67  | 3  | 14  | 17  | 26  | 4   | 0  | 0  | 0  | 2  |
| NHL totalt | NHL totalt                   | NHL totalt | 903 | 76 | 212 | 288 | 490 | 101 | 10 | 29 | 39 | 80 |

### Internationellt
| År            | Lag           | Turnering     | Matcher | Mål | Assists | Poäng | Utv |
| ------------- | ------------- | ------------- | ------- | --- | ------- | ----- | --- |
| 2010          | Kanada        | VM            | 7       | 0   | 1       | 1     | 0   |
| Senior totalt | Senior totalt | Senior totalt | 7       | 0   | 1       | 1     | 0   |